# Exacum pumilum
Exacum pumilum är en gentianaväxtart som beskrevs av August Heinrich Rudolf Grisebach. Exacum pumilum ingår i släktet Exacum och familjen gentianaväxter. Inga underarter finns listade i Catalogue of Life.